# Anna Eliza Williams
Anna Eliza Williams, z domu Davies (ur. 2 czerwca 1873, zm. 27 grudnia 1987) – Angielka, uważana w 1987 za najstarszą żyjącą osobę na świecie.

## Życiorys
Urodziła się w Gloucestershire. W 1985 wyrównała rekord długości życia w Wielkiej Brytanii (112 lat) i ustanowiła go ostatecznie na 114 lat i 208 dni. Rekord ten został poprawiony później przez Charlotte Hughes, zmarłą w 1993 w wieku 115 lat i 228 dni. W lutym 1987, po śmierci Amerykanki Mary McKinney, Williams została uznana przez Księgę rekordów Guinnessa za najstarszą żyjącą osobę na świecie.
Po jej śmierci oficjalny tytuł przeszedł – na zaledwie dwa tygodnie – na Amerykankę Florence Knapp. Niewykluczone, że poza wiedzą badaczy Guinnessa pozostawały inne długowieczne osoby (w tym także te, których zgłoszeń nie uznano) – wspomniane wyżej nestorki natomiast były najstarszymi z tych, których data urodzenia została pozytywnie zweryfikowana.
Jej córka, Constance Harvey 8 października 2013 skończyła 107 lat. Jest to jeden z nielicznych przypadków osiągnięcia tak sędziwego wieku zarówno przez matkę, jak i córkę.